# Bradicardia ictale
La bradicardia ictale consiste in un quadro cardiologico dove un soggetto con epilessia del lobo temporale sperimenta una bradicardia a seguito delle convulsioni (secrezioni epilettiche). La bradicardia è definita da una frequenza cardiaca più lenta del normale, inferiore a 60 bpm. (L'intervallo normale è 60-100 bpm). 
Le crisi epilettiche possono influenzare i cambiamenti del ritmo cardiaco. Un aumento del ritmo cardiaco è comune durante le convulsioni . Questo tipo di attacco epilettico è noto come tachicardia ictale, in cui la frequenza cardiaca del soggetto aumenta di oltre 10 battiti al minuto al di sopra della linea di base. Al contrario, la bradicardia ictale provoca scariche epilettiche che interrompono il normale ritmo cardiaco in modo negativo. Rallentare il battito cardiaco di oltre 10 battiti al minuto al di sotto della linea di base media. 
La bradicardia ictale è una potenziale causa di asistolia ictale e si ritiene che aiuti a spiegare il fenomeno della morte improvvisa nell'epilessia (SUDEP). Attraverso l'uso simultaneo dell'elettroencefalografo (EEG) e degli elettrocardiogrammi (ECG), i ricercatori possono monitorare un paziente durante una crisi bradicardica ictale. Il trattamento con farmaci antiepilettici è necessario per normalizzare il ritmo del paziente. Sebbene vi sia una quantità limitata di informazioni sulla bradicardia ictale, poiché si tratta di una scoperta relativamente nuova ed è considerata una condizione rara, i ricercatori suggeriscono che la diagnosi precoce e il trattamento della bradicardia ictale possono eliminare le possibilità di morte improvvisa improvvisa in corso di epilessia.